# Télécom ParisTech
Télécom ParisTech, fondată în 1878, este o universitate tehnică de stat din Paris (Franța).

## Secții
- Master

Domeniu: Telecomunicație 
- Doctorat

Domeniu: Automatică, Tehnologia Informației, Microelectronică, Telecomunicație
- Mastère Spécialisé
- MOOC.